# Сат Аристегиета, Эфраин
Эфраин Сат Аристегиета (исп. Efraín Schacht Aristeguieta; 9 июля 1921, Каракас, Венесуэла — 6 февраля 2007, Каракас, Венесуэла) — венесуэльский государственный деятель, министр иностранных дел (1974—1975).

## Биография
В 1994 г. окончил Центральный университет Венесуэлы, доктор политических и социальных наук. Профессор и заведующий кафедрой международного права.
Занимал посты генерального директорах в Министерстве труда и МИД Венесуэлы,
- 1974—1975 гг. — министр иностранных дел,
- 1975-? гг. — глава администрации президента Венесуэлы.

Затем — старший научный сотрудник Совета Университета Симона Боливара, работал в качестве адвоката.
Являлся одним из основателей и первым президентом Колледжа международных исследований Венесуэлы.